# 錢錫爵
錢錫爵（?—?），江蘇省揚州府泰州人，清朝政治人物、同進士出身。
光緒十八年（1892年），参加光緒壬辰科殿試，登進士三甲12名。同年五月，以主事分部学习。